# Baya Baye
Baya Baye, nom artístic de Víctor Ballesteros Fernández (Montgat, 1998) és un exviticultor i raper català.
Fill de pare de Badalona i mare de Barcelona, va néixer i es va criar a Montgat. Va començar a interessar-se pel món de la música als catorze anys, inspirant-se en rapers estatunidencs com Bow Wow. La seva primera cançó, «1312», la va publicar l'estiu del 2015 a Youtube en castellà i va participar en diversos micròfons oberts amb el seu grup Entre Barrios. Es va fer conegut el 2019 amb la seva primera cançó completament en català, «La mare kem va parí», que va camí del milió de reproduccions.

## Discografia
- Calers i verí (2020)
- Última verema (2021)
- Sauló (2023)[6]